# Изабелла Урхельская
Изабе́лла Урхе́льская (исп. Isabel de Urgell; умерла в 1071) — королева Арагона в 1065—1070 годах, жена короля Санчо I Рамиреса.

## Биография
Изабелла была единственной дочерью графа Урхельского Эрменгола III и его первой жены Аделаиды, происхождение которой неизвестно.
В 1065 году Изабелла вышла замуж за короля Арагона Санчо I Рамиреса. Они развелись в 1070 году, и оба бывших супруга вступили в новые браки.
У Изабеллы и Санчо I в браке родился сын Педро I, унаследовавший арагонский престол после смерти своего отца.
Изабелла снова вышла замуж в 1071 году за графа Сердани Гильема I. Санчо I в свою очередь женился на Фелиции де Руси в 1076 году, родившей ему ещё трёх сыновей, двое из которых стали наследниками Педро I — Альфонсо I и Рамиро I.